# Lugardia perlucida
Lugardia perlucida är en insektsart som beskrevs av Schmidt 1912. Lugardia perlucida ingår i släktet Lugardia och familjen Ricaniidae. Inga underarter finns listade i Catalogue of Life.